# The Safe Is Cracked
The Safe Is Cracked – kompilacja amerykańskiego zespołu hip-hopowego Mobb Deep. Został wydany 7 kwietnia 2009 roku.

## Lista utworów
| Nr | Tytuł                   | Producent     | Wykonawcy                 |
| -- | ----------------------- | ------------- | ------------------------- |
| 1  | "Mobb Deep"             | Havoc         | Prodigy, DJ Envy          |
| 2  | "Heat"                  | Havoc         | Havoc, Prodigy            |
| 3  | "Watch Ya Self"         | Havoc         | Havoc, Prodigy            |
| 4  | "M.O.B."                | Havoc         | Havoc, Prodigy            |
| 5  | "Can't Win 4 Losin'"    | Havoc         | Havoc, Prodigy            |
| 6  | "Yea, Yea, Yea"         | Havoc         | Havoc, Prodigy            |
| 7  | "That Crack"            | Havoc         | Havoc, Prodigy            |
| 8  | "Infamous"              | Havoc         | Havoc, Prodigy            |
| 9  | "What Goes On"          | The Alchemist | Havoc, Prodigy            |
| 10 | "Position"              | Havoc         | Havoc, Prodigy            |
| 11 | "Get Out Our Way"       | Havoc         | Havoc, Prodigy            |
| 12 | "You Wanna See Me Fall" | Havoc         | Chinky, Havoc, Prodigy    |
| 13 | "Don't Play"            | Havoc         | Big Noyd, Havoc, Prodigy, |
| 14 | "Mobb Deep II"          | Havoc         | Prodigy, DJ Envy          |